# Геократичні періоди
Геократичні періоди (рос.геократические периоды, англ. geocratic periods, нім. geokratische Periode f pl) — періоди в історії геологічного розвитку Землі або окремих континентів, коли площа суходолу була значно більшою за площу, зайняту морем.
Чергування геократичних періодів і таласократичних періодів пов'язане в основному з тектонічними рухами земної кори.